# Großer Preis von Valencia (Motorrad)
Der Große Preis von Valencia für Motorräder ist ein Motorrad-Rennen, das seit 1999 ausgetragen wird und seitdem zur Motorrad-Weltmeisterschaft zählt. Er findet auf dem Circuit Ricardo Tormo in Cheste, nahe Valencia statt.

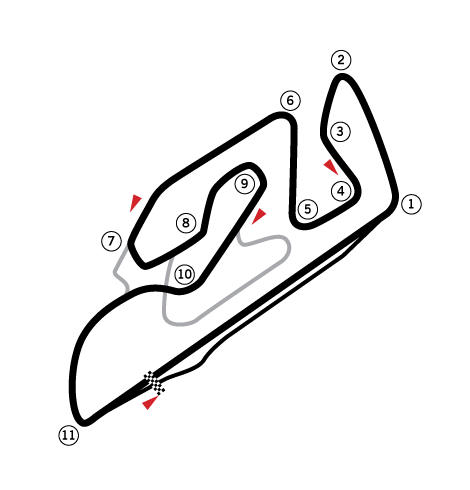
Circuit Ricardo Tormo
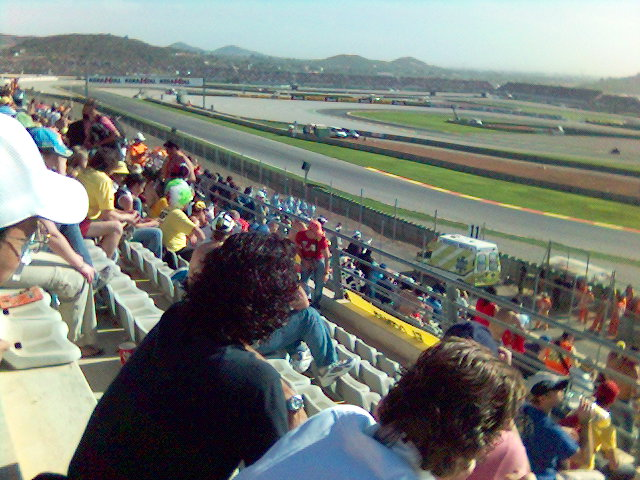
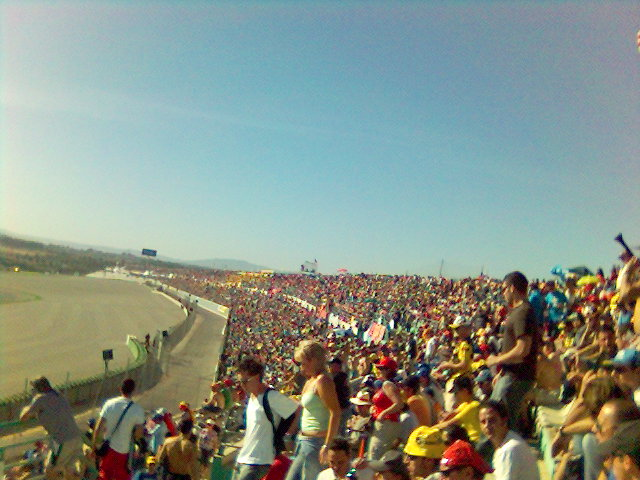

## Statistik
| Auflage | Jahr | Strecke  | Klasse  | Sieger                       | Zweiter                       | Dritter                       | Pole-Position               | Schn. Rennrunde            |
| ------- | ---- | -------- | ------- | ---------------------------- | ----------------------------- | ----------------------------- | --------------------------- | -------------------------- |
| 1       | 1999 | Valencia | 125 cm³ | Gianluigi Scalvini (Aprilia) | Emilio Alzamora (Honda)       | Noboru Ueda (Honda)           | Arnaud Vincent (Aprilia)    | Emilio Alzamora (Honda)    |
| 1       | 1999 | Valencia | 250 cm³ | Tōru Ukawa (Honda)           | Franco Battaini (Aprilia)     | Loris Capirossi (Honda)       | Shin’ya Nakano (Yamaha)     | Franco Battaini (Aprilia)  |
| 1       | 1999 | Valencia | 500 cm³ | Régis Laconi (Yamaha)        | Kenny Roberts jr. (Suzuki)    | Garry McCoy (Yamaha)          | Régis Laconi (Yamaha)       | Kenny Roberts jr. (Suzuki) |
|         |      |          |         |                              |                               |                               |                             |                            |
| 2       | 2000 | Valencia | 125 cm³ | Roberto Locatelli (Aprilia)  | Masao Azuma (Honda)           | Yōichi Ui (Derbi)             | Roberto Locatelli (Aprilia) | Yōichi Ui (Derbi)          |
| 2       | 2000 | Valencia | 250 cm³ | Shin’ya Nakano (Yamaha)      | Olivier Jacque (Yamaha)       | Marco Melandri (Aprilia)      | Olivier Jacque (Yamaha)     | Shin’ya Nakano (Yamaha)    |
| 2       | 2000 | Valencia | 500 cm³ | Garry McCoy (Yamaha)         | Kenny Roberts jr. (Suzuki)    | Max Biaggi (Yamaha)           | Kenny Roberts jr. (Suzuki)  | Àlex Crivillé (Honda)      |
|         |      |          |         |                              |                               |                               |                             |                            |
| 3       | 2001 | Valencia | 125 cm³ | Manuel Poggiali (Gilera)     | Toni Elías (Honda)            | Dani Pedrosa (Honda)          | Toni Elías (Honda)          | Gino Borsoi (Aprilia)      |
| 3       | 2001 | Valencia | 250 cm³ | Daijirō Katō (Honda)         | Tetsuya Harada (Aprilia)      | Fonsi Nieto (Aprilia)         | Daijirō Katō (Honda)        | Tetsuya Harada (Aprilia)   |
| 3       | 2001 | Valencia | 500 cm³ | Sete Gibernau (Suzuki)       | Alex Barros (Honda)           | Kenny Roberts jr. (Suzuki)    | Max Biaggi (Yamaha)         | Sete Gibernau (Suzuki)     |
|         |      |          |         |                              |                               |                               |                             |                            |
| 4       | 2002 | Valencia | 125 cm³ | Dani Pedrosa (Honda)         | Arnaud Vincent (Aprilia)      | Pablo Nieto (Aprilia)         | Dani Pedrosa (Honda)        | Steve Jenkner (Aprilia)    |
| 4       | 2002 | Valencia | 250 cm³ | Marco Melandri (Aprilia)     | Roberto Rolfo (Honda)         | Emilio Alzamora (Honda)       | Marco Melandri (Aprilia)    | Marco Melandri (Aprilia)   |
| 4       | 2002 | Valencia | MotoGP  | Alex Barros (Honda)          | Valentino Rossi (Honda)       | Max Biaggi (Yamaha)           | Max Biaggi (Yamaha)         | Alex Barros (Honda)        |
|         |      |          |         |                              |                               |                               |                             |                            |
| 5       | 2003 | Valencia | 125 cm³ | Casey Stoner (Aprilia)       | Steve Jenkner (Aprilia)       | Héctor Barberá (Aprilia)      | Alex De Angelis (Aprilia)   | Steve Jenkner (Aprilia)    |
| 5       | 2003 | Valencia | 250 cm³ | Randy De Puniet (Aprilia)    | Toni Elías (Aprilia)          | Manuel Poggiali (Aprilia)     | Randy De Puniet (Aprilia)   | Toni Elías (Aprilia)       |
| 5       | 2003 | Valencia | MotoGP  | Valentino Rossi (Honda)      | Sete Gibernau (Honda)         | Loris Capirossi (Ducati)      | Valentino Rossi (Honda)     | Valentino Rossi (Honda)    |
|         |      |          |         |                              |                               |                               |                             |                            |
| 6       | 2004 | Valencia | 125 cm³ | Héctor Barberá (Aprilia)     | Andrea Dovizioso (Honda)      | Álvaro Bautista (Aprilia)     | Andrea Dovizioso (Honda)    | Pablo Nieto (Aprilia)      |
| 6       | 2004 | Valencia | 250 cm³ | Dani Pedrosa (Honda)         | Toni Elías (Honda)            | Randy De Puniet (Aprilia)     | Dani Pedrosa (Honda)        | Dani Pedrosa (Honda)       |
| 6       | 2004 | Valencia | MotoGP  | Valentino Rossi (Yamaha)     | Max Biaggi (Honda)            | Troy Bayliss (Ducati)         | Makoto Tamada (Honda)       | Max Biaggi (Honda)         |
|         |      |          |         |                              |                               |                               |                             |                            |
| 7       | 2005 | Valencia | 125 cm³ | Mika Kallio (KTM)            | Gábor Talmácsi (KTM)          | Mattia Pasini (Aprilia)       | Sergio Gadea (Aprilia)      | Sergio Gadea (Aprilia)     |
| 7       | 2005 | Valencia | 250 cm³ | Dani Pedrosa (Honda)         | Jorge Lorenzo (Honda)         | Casey Stoner (Aprilia)        | Dani Pedrosa (Honda)        | Dani Pedrosa (Honda)       |
| 7       | 2005 | Valencia | MotoGP  | Marco Melandri (Honda)       | Nicky Hayden (Honda)          | Valentino Rossi (Yamaha)      | Sete Gibernau (Honda)       | Marco Melandri (Honda)     |
|         |      |          |         |                              |                               |                               |                             |                            |
| 8       | 2006 | Valencia | 125 cm³ | Héctor Faubel (Aprilia)      | Mika Kallio (KTM)             | Sergio Gadea (Aprilia)        | Álvaro Bautista (Aprilia)   | Héctor Faubel (Aprilia)    |
| 8       | 2006 | Valencia | 250 cm³ | Alex De Angelis (Aprilia)    | Roberto Locatelli (Aprilia)   | Héctor Barberá (Aprilia)      | Hiroshi Aoyama (KTM)        | Alex De Angelis (Aprilia)  |
| 8       | 2006 | Valencia | MotoGP  | Troy Bayliss (Ducati)        | Loris Capirossi (Ducati)      | Nicky Hayden (Honda)          | Valentino Rossi (Yamaha)    | Loris Capirossi (Ducati)   |
|         |      |          |         |                              |                               |                               |                             |                            |
| 9       | 2007 | Valencia | 125 cm³ | Héctor Faubel (Aprilia)      | Gábor Talmácsi (Aprilia)      | Sergio Gadea (Aprilia)        | Gábor Talmácsi (Aprilia)    | Héctor Faubel (Aprilia)    |
| 9       | 2007 | Valencia | 250 cm³ | Mika Kallio (KTM)            | Alex De Angelis (Aprilia)     | Alex Debón (Aprilia)          | Mika Kallio (KTM)           | Mika Kallio (KTM)          |
| 9       | 2007 | Valencia | MotoGP  | Dani Pedrosa (Honda)         | Casey Stoner (Ducati)         | John Hopkins (Suzuki)         | Dani Pedrosa (Honda)        | Dani Pedrosa (Honda)       |
|         |      |          |         |                              |                               |                               |                             |                            |
| 10      | 2008 | Valencia | 125 cm³ | Simone Corsi (Aprilia)       | Nicolás Terol (Aprilia)       | Mike Di Meglio (Derbi)        | Gábor Talmácsi (Aprilia)    | Mike Di Meglio (Derbi)     |
| 10      | 2008 | Valencia | 250 cm³ | Marco Simoncelli (Gilera)    | Yūki Takahashi (Honda)        | Álvaro Bautista (Aprilia)     | Marco Simoncelli (Gilera)   | Mika Kallio (KTM)          |
| 10      | 2008 | Valencia | MotoGP  | Casey Stoner (Ducati)        | Dani Pedrosa (Honda)          | Valentino Rossi (Yamaha)      | Casey Stoner (Ducati)       | Casey Stoner (Ducati)      |
|         |      |          |         |                              |                               |                               |                             |                            |
| 11      | 2009 | Valencia | 125 cm³ | Julián Simón (Aprilia)       | Bradley Smith (Aprilia)       | Pol Espargaró (Derbi)         | Julián Simón (Aprilia)      | Julián Simón (Aprilia)     |
| 11      | 2009 | Valencia | 250 cm³ | Héctor Barberá (Aprilia)     | Álvaro Bautista (Aprilia)     | Raffaele De Rosa (Honda)      | Alex Debón (Aprilia)        | Héctor Barberá (Aprilia)   |
| 11      | 2009 | Valencia | MotoGP  | Dani Pedrosa (Honda)         | Valentino Rossi (Yamaha)      | Jorge Lorenzo (Yamaha)        | Casey Stoner (Ducati)       | Dani Pedrosa (Honda)       |
|         |      |          |         |                              |                               |                               |                             |                            |
| 12      | 2010 | Valencia | 125 cm³ | Bradley Smith (Aprilia)      | Pol Espargaró (Derbi)         | Nicolás Terol (Aprilia)       | Marc Márquez (Derbi)        | Marc Márquez (Derbi)       |
| 12      | 2010 | Valencia | Moto2   | Karel Abraham (FTR)          | Andrea Iannone (Speed Up)     | Julián Simón (Suter)          | Toni Elías (Moriwaki)       | Karel Abraham (FTR)        |
| 12      | 2010 | Valencia | MotoGP  | Jorge Lorenzo (Yamaha)       | Casey Stoner (Ducati)         | Valentino Rossi (Yamaha)      | Casey Stoner (Ducati)       | Dani Pedrosa (Honda)       |
|         |      |          |         |                              |                               |                               |                             |                            |
| 13      | 2011 | Valencia | 125 cm³ | Maverick Viñales (Aprilia)   | Nicolás Terol (Aprilia)       | Héctor Faubel (Aprilia)       | Daniel Webb (Aprilia)       | Maverick Viñales (Aprilia) |
| 13      | 2011 | Valencia | Moto2   | Michele Pirro (Moriwaki)     | Mika Kallio (Suter)           | Dominique Aegerter (Suter)    | Michele Pirro (Moriwaki)    | Andrea Iannone (Suter)     |
| 13      | 2011 | Valencia | MotoGP  | Casey Stoner (Honda)         | Ben Spies (Yamaha)            | Andrea Dovizioso (Honda)      | Casey Stoner (Honda)        | Andrea Dovizioso (Honda)   |
|         |      |          |         |                              |                               |                               |                             |                            |
| 14      | 2012 | Valencia | Moto3   | Danny Kent (KTM)             | Sandro Cortese (KTM)          | Zulfahmi Khairuddin (KTM)     | Jonas Folger (Kalex-KTM)    | Zulfahmi Khairuddin (KTM)  |
| 14      | 2012 | Valencia | Moto2   | Marc Márquez (Suter)         | Julián Simón (FTR)            | Nicolás Terol (Suter)         | Pol Espargaró (Kalex)       | Marc Márquez (Suter)       |
| 14      | 2012 | Valencia | MotoGP  | Dani Pedrosa (Honda)         | Katsuyuki Nakasuga (Yamaha)   | Casey Stoner (Honda)          | Dani Pedrosa (Honda)        | Dani Pedrosa (Honda)       |
|         |      |          |         |                              |                               |                               |                             |                            |
| 14      | 2013 | Valencia | Moto3   | Maverick Viñales (KTM)       | Jonas Folger (Kalex-KTM)      | Álex Rins (KTM)               | Álex Rins (KTM)             | Luis Salom (KTM)           |
| 14      | 2013 | Valencia | Moto2   | Nicolás Terol (Suter)        | Jordi Torres (Suter)          | Johann Zarco (Suter)          | Pol Espargaró (Kalex)       | Jordi Torres (Suter)       |
| 14      | 2013 | Valencia | MotoGP  | Jorge Lorenzo (Yamaha)       | Dani Pedrosa (Honda)          | Marc Márquez (Honda)          | Marc Márquez (Honda)        | Dani Pedrosa (Honda)       |
|         |      |          |         |                              |                               |                               |                             |                            |
| 15      | 2014 | Valencia | Moto3   | Jack Miller (KTM)            | Isaac Viñales (KTM)           | Álex Márquez (Honda)          | Niccolò Antonelli (KTM)     | Efrén Vázquez (Honda)      |
| 15      | 2014 | Valencia | Moto2   | Thomas Lüthi (Suter)         | Esteve Rabat (Kalex)          | Johann Zarco (Caterham-Suter) | Esteve Rabat (Kalex)        | Thomas Lüthi (Suter)       |
| 15      | 2014 | Valencia | MotoGP  | Marc Márquez (Honda)         | Valentino Rossi (Yamaha)      | Dani Pedrosa (Honda)          | Valentino Rossi (Yamaha)    | Marc Márquez (Honda)       |
|         |      |          |         |                              |                               |                               |                             |                            |
| 16      | 2015 | Valencia | Moto3   | Miguel Oliveira (KTM)        | Jorge Navarro (Honda)         | Jakub Kornfeil (KTM)          | John McPhee (KTM)           | Romano Fenati (KTM)        |
| 16      | 2015 | Valencia | Moto2   | Esteve Rabat (Kalex)         | Álex Rins (Kalex)             | Thomas Lüthi (Kalex)          | Esteve Rabat (Kalex)        | Esteve Rabat (Kalex)       |
| 16      | 2015 | Valencia | MotoGP  | Jorge Lorenzo (Yamaha)       | Marc Márquez (Honda)          | Dani Pedrosa (Honda)          | Jorge Lorenzo (Yamaha)      | Jorge Lorenzo (Yamaha)     |
|         |      |          |         |                              |                               |                               |                             |                            |
| 17      | 2016 | Valencia | Moto3   | Brad Binder (KTM)            | Joan Mir (KTM)                | Andrea Migno (KTM)            | Arón Canet (Honda)          | Brad Binder (KTM)          |
| 17      | 2016 | Valencia | Moto2   | Johann Zarco (Kalex)         | Thomas Lüthi (Kalex)          | Franco Morbidelli (Kalex)     | Johann Zarco (Kalex)        | Johann Zarco (Kalex)       |
| 17      | 2016 | Valencia | MotoGP  | Jorge Lorenzo (Yamaha)       | Marc Márquez (Honda)          | Andrea Iannone (Ducati)       | Jorge Lorenzo (Yamaha)      | Jorge Lorenzo (Yamaha)     |
|         |      |          |         |                              |                               |                               |                             |                            |
| 18      | 2017 | Valencia | Moto3   | Jorge Martín (Honda)         | Joan Mir (Honda)              | Marcos Ramírez (KTM)          | Jorge Martín (Honda)        | Marcos Ramírez (KTM)       |
| 18      | 2017 | Valencia | Moto2   | Miguel Oliveira (KTM)        | Franco Morbidelli (Kalex)     | Brad Binder (KTM)             | Álex Márquez (Kalex)        | Franco Morbidelli (Kalex)  |
| 18      | 2017 | Valencia | MotoGP  | Dani Pedrosa (Honda)         | Johann Zarco (Yamaha)         | Marc Márquez (Honda)          | Marc Márquez (Honda)        | Johann Zarco (Yamaha)      |
|         |      |          |         |                              |                               |                               |                             |                            |
| 19      | 2018 | Valencia | Moto3   | Can Öncü (KTM)               | Jorge Martín (Honda)          | John McPhee (KTM)             | Tony Arbolino (Honda)       | Tony Arbolino (Honda)      |
| 19      | 2018 | Valencia | Moto2   | Miguel Oliveira (KTM)        | Iker Lecuona (KTM)            | Álex Márquez (Kalex)          | Luca Marini (Kalex)         | Álex Márquez (Kalex)       |
| 19      | 2018 | Valencia | MotoGP  | Andrea Dovizioso (Ducati)    | Álex Rins (Suzuki)            | Pol Espargaró (KTM)           | Maverick Viñales (Yamaha)   | Andrea Dovizioso (Ducati)  |
|         |      |          |         |                              |                               |                               |                             |                            |
| 20      | 2019 | Valencia | Moto3   | Sergio García (Honda)        | Andrea Migno (KTM)            | Xavier Artigas (Honda)        | Andrea Migno (KTM)          | Tatsuki Suzuki (Honda)     |
| 20      | 2019 | Valencia | Moto2   | Brad Binder (KTM)            | Thomas Lüthi (Kalex)          | Jorge Navarro (Speed Up)      | Jorge Navarro (Speed Up)    | Thomas Lüthi (Kalex)       |
| 20      | 2019 | Valencia | MotoGP  | Marc Márquez (Honda)         | Fabio Quartararo (Yamaha)     | Jack Miller (Ducati)          | Fabio Quartararo (Yamaha)   | Marc Márquez (Honda)       |
|         |      |          |         |                              |                               |                               |                             |                            |
| 21      | 2020 | Valencia | Moto3   | Tony Arbolino (Honda)        | Sergio García (KTM)           | Raúl Fernández (Honda)        | Darryn Binder (KTM)         | Sergio García (KTM)        |
| 21      | 2020 | Valencia | Moto2   | Jorge Martín (Kalex)         | Héctor Garzó (Kalex)          | Marco Bezzecchi (Speed Up)    | Stefano Manzi (MV Agusta)   | Héctor Garzó (Kalex)       |
| 21      | 2020 | Valencia | MotoGP  | Franco Morbidelli (Yamaha)   | Jack Miller (Ducati)          | Pol Espargaró (KTM)           | Franco Morbidelli (Yamaha)  | Jack Miller (Ducati)       |
|         |      |          |         |                              |                               |                               |                             |                            |
| 22      | 2021 | Valencia | Moto3   | Xavier Artigas (Honda)       | Sergio García (GasGas)        | Jaume Masiá (KTM)             | Pedro Acosta (KTM)          | Xavier Artigas (Honda)     |
| 22      | 2021 | Valencia | Moto2   | Raúl Fernández (Kalex)       | Fabio Di Giannantonio (Kalex) | Augusto Fernández (Kalex)     | Simone Corsi (MV Agusta)    | Raúl Fernández (Kalex)     |
| 22      | 2021 | Valencia | MotoGP  | Francesco Bagnaia (Ducati)   | Jorge Martín (Ducati)         | Jack Miller (Ducati)          | Jorge Martín (Ducati)       | Francesco Bagnaia (Ducati) |
|         |      |          |         |                              |                               |                               |                             |                            |
| 23      | 2022 | Valencia | Moto3   | Izan Guevara (GasGas)        | Deniz Öncü (KTM)              | Sergio García (GasGas)        | Izan Guevara (GasGas)       | Deniz Öncü (KTM)           |
| 23      | 2022 | Valencia | Moto2   | Pedro Acosta (Kalex)         | Augusto Fernández (Kalex)     | Tony Arbolino (Kalex)         | Alonso López (Boscoscuro)   | Cameron Beaubier (Kalex)   |
| 23      | 2022 | Valencia | MotoGP  | Álex Rins (Suzuki)           | Brad Binder (KTM)             | Jorge Martín (Ducati)         | Jorge Martín (Ducati)       | Brad Binder (KTM)          |

Rekordsieger Fahrer: Dani Pedrosa (7)

## Verweise